# Banyutus roseostigma
Banyutus roseostigma är en insektsart som beskrevs av Navás 1914. Banyutus roseostigma ingår i släktet Banyutus och familjen myrlejonsländor. Inga underarter finns listade i Catalogue of Life.